# Piramidal'naja
Piramidal'naja är en kulle i Antarktis. Den ligger i Östantarktis. Australien gör anspråk på området. Toppen på Piramidal'naja är 40 meter över havet.
Terrängen runt Piramidal'naja är huvudsakligen platt. Trakten är obefolkad. Det finns inga samhällen i närheten. 